# فيراري 599 جي تي بي فيورانو
فيراري 599 جي تي بي فيورانو (بالإيطالية: Ferrari 599 GTB Fiorano)‏ ، هي سيارة رياضية أنتجها شركة فيراري الإيطالية، بدأت إصدار السيارة في المعارض والأسواق عام 2006 ، وتوقفت عام 2012 ، وقد صممه الأمريكي فرانك ستيفينسن.

## وصلات خارجية
- الموقع الرسمي
- Ferrari 599 GTB Fiorano Web Encyclopedia